# پل وایلی
پل وایلی (انگلیسی: Paul Wylie؛ زادهٔ ۲۴ اکتبر ۱۹۶۴) اسکیت‌باز نمایشی اهل ایالات متحده آمریکا است.